# سای‌اورن (بسنی)
سای‌اورن (به ترکی استانبولی: Sayören) یک منطقهٔ مسکونی در ترکیه است که در بسنی واقع شده‌است.